# Santa Luz
Santa Luz es municipio del estado del Piauí, Brasil. Se localiza en la microrregión del Alto Medio Gurguéia, mesorregión del Sudoeste Piauiense.

## Historia
Fue creado en 1962.

## Geografía
El municipio tiene cerca de 4.900 habitantes y 1.186,831 km².
Carreteras
- BA-120

## Administración
- Prefecto: José Lima de Araújo (2005/2008)
- Viceprefecto:
- Presidente de la cámara:??? (2007/2008)